# Canton de Cabourg
Le canton de Cabourg est une division administrative française située dans le département du Calvados et la région Normandie.
À la suite du redécoupage cantonal de 2014, les limites territoriales du canton sont remaniées. Le nombre de communes du canton passe de 13 à 34.

## Histoire
Un décret du 26 janvier 1982 sépare le canton de Troarn en deux parties. La partie nord forme le canton de Cabourg.

### Redécoupage de 2015
Un nouveau découpage territorial du Calvados entre en vigueur en mars 2015, défini par le décret du 17 février 2014, en application des lois du 17 mai 2013 (loi organique 2013-402 et loi 2013-403). Les conseillers départementaux sont, à compter de ces élections, élus au scrutin majoritaire binominal mixte. Les électeurs de chaque canton élisent au Conseil départemental, nouvelle appellation du Conseil général, deux membres de sexe différent, qui se présentent en binôme de candidats. Les conseillers départementaux sont élus pour six ans au scrutin binominal majoritaire à deux tours, l'accès au second tour nécessitant 12,5 % des inscrits au premier tour. En outre la totalité des conseillers départementaux est renouvelée. Ce nouveau mode de scrutin nécessite un redécoupage des cantons dont le nombre est divisé par deux avec arrondi à l'unité impaire supérieure si ce nombre n'est pas entier impair, assorti de conditions de seuils minimaux. Dans le Calvados, le nombre de cantons passe ainsi de 49 à 25. Le canton de Cabourg est remanié et comprend dès lors trente-quatre communes entières.

## Géographie
Ce canton est organisé autour de Cabourg dans les arrondissements de Caen et de Lisieux. Son altitude varie de 0 m à 153 m (Annebault).

## Représentation

### Conseillers généraux de 1982 à 2015
| Période | Période | Identité         | Étiquette | Qualité                                                         |
| ------- | ------- | ---------------- | --------- | --------------------------------------------------------------- |
| 1982    | 2008    | Claude Écobichon | PS        | Professeur de collège retraité Maire de Colombelles (1989-2001) |
| 2008    | 2015    | Xavier Madelaine | PS        | Cadre SNCF Maire d'Amfreville depuis 1989                       |

Le canton participe à l'élection du député de la quatrième circonscription du Calvados.

### Conseillers départementaux à partir de 2015
| Période élective | Période élective | Mandat       | Mandat        | Identité                                                     | Nuance | Nuance | Qualité |
| ---------------- | ---------------- | ------------ | ------------- | ------------------------------------------------------------ | ------ | ------ | --- |
| 2015             | 2021             | 2015         | mars 2020     | Olivier Colin (démission le 2 mars 2020)                     |        | DVD    | Conseiller municipal d'Houlgate, conseil général sortant du canton de Dozulé, 3e vice-président du conseil départemental |
| 2015             | 2021             | mars 2020    | 2021          | Emmanuel Porcq (Suppléant d’Olivier Colin)                   |        | LR     | Notaire à Dozulé Premier adjoint au maire de Cabourg, membre du bureau de la CC Normandie Cabourg Pays d'Auge. |
| 2015             | 2021             | 2015         | 2021          | Béatrice Guillaume                                           |        | LR     | Ancienne conseillère municipale de Merville-Franceville-Plage, Présidente de l'office de tourisme de Cabalor, 4e vice-présidente du conseil départemental                                                                        |
| 2021             | 2028             | 2021         | décembre 2023 | Béatrice Guillaume (Démissionnaire)                          |        | LR     | Ancienne conseillère municipale de Merville-Franceville-Plage, présidente de l'office de tourisme de Cabalor, 5e vice-présidente du conseil départemental                                                                        |
| 2021             | 2028             | 2021         | en cours      | Emmanuel Porcq                                               |        | LR     | Notaire à Dozulé Maire de Cabourg (29 septembre 2023), Membre du bureau de la CC Normandie Cabourg Pays d'Auge, délégué à la mutualisation, Vice-président de la commission Infrastructures et réseaux du conseil départemental. |
| 2021             | 2028             | janvier 2024 | en cours      | Amandine de Bonet d’Oléon (Suppléante de Béatrice Guillaume) |        | DVD    | Ostéopathe, maire-adjointe de Dozulé |

À l'issue du premier tour des élections départementales de 2015, deux binômes sont en ballotage : Olivier Colin et Béatrice Guillaume (Union de la Droite, 37,42 %) et Martial Chery et Adèle David (FN, 24,18 %). Le taux de participation est de 54,36 % (12 649 votants sur 23 270 inscrits) contre 51,43 % au niveau départemental et 50,17 % au niveau national.
Au second tour, Olivier Colin et Béatrice Guillaume (Union de la Droite) sont élus avec 70,41 % des suffrages exprimés et un taux de participation de 51,28 % (7 368 voix pour 11 922 votants et 23 248 inscrits).
Comme il s'y était engagé durant la campagne de 2015, Olivier Colin (DVD), élu sur le canton de Dozulé puis sur le canton de Cabourg depuis 1998, démissionne de ses fonctions de conseiller départemental du Calvados le 2 mars 2020 au profit de son remplaçant Emmanuel Porcq (LR), alors maire-adjoint de Cabourg et membre du bureau de la communauté de communes Normandie-Cabourg-Pays d'Auge.
À l'issue du premier tour des élections départementales de 2021, le binôme sortant Emmanuel Porcq et Béatrice Guillaume (LR arrive en tête avec 43,90 % des suffrages exprimés (3 872 voix), devançant les candidats :

- Pierre Mouraret et Pauline Madelaine (Union de la gauche), 37,60%  (3 317 voix) ;

- Patrick Beloncle et Laurence Renaudin (RN, 18,50% (1 632 voix)
62,89 % des électeurs se sont abstenus.
Au second tour; les candidats sortants LR  Emmanuel Porcq et Béatrice Guillaume sont réélus par 56,33 % des suffrages exprimés (5 043 voix), devant Pierre Mouraret et Pauline Madelaine, qui ont recueillis 43,67 % (3 910 voix, lors d'un scrutin où 63,39 % des électeurs se sont abstenus,.

## Composition

### Composition antérieure à 2015

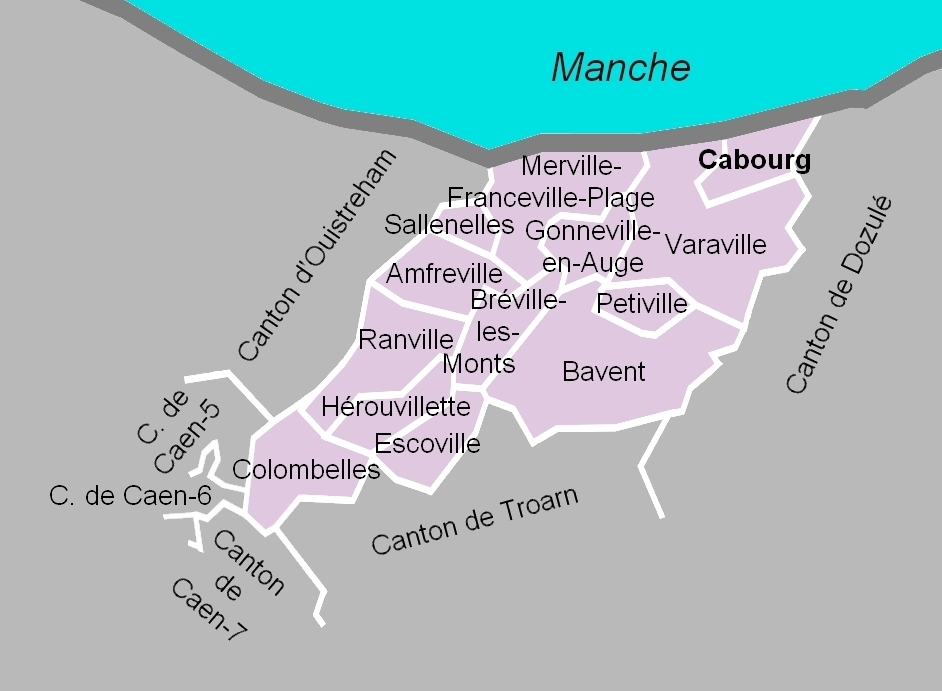
La carte des communes de l'ancien canton, littoral de la Manche. Les cantons limitrophes étaient ceux de Dozulé, de Troarn, de Caen-7, de Caen-6, de Caen-5 et d'Ouistreham.

Situation du canton dans l'arrondissement de Caen.

Le canton de Cabourg regroupait treize communes.
| Nom                        | Code Insee | Codepostal | Superficie (km2) | Population (dernière pop. légale) | Densité (hab./km2) |
| -------------------------- | ---------- | ---------- | ---------------- | --------------------------------- | ------------------ |
| Cabourg (chef-lieu)        | 14117      | 14390      | 5,52             | 3 712 (2012)                      | 672                |
| Amfreville                 | 14009      | 14860      | 6,06             | 1 276 (2012)                      | 211                |
| Bavent                     | 14046      | 14860      | 18,45            | 1 731 (2012)                      | 94                 |
| Bréville-les-Monts         | 14106      | 14860      | 4,75             | 650 (2012)                        | 137                |
| Colombelles                | 14167      | 14460      | 7,14             | 5 764 (2012)                      | 807                |
| Escoville                  | 14246      | 14850      | 5,18             | 751 (2012)                        | 145                |
| Gonneville-en-Auge         | 14306      | 14810      | 4,32             | 435 (2012)                        | 101                |
| Hérouvillette              | 14328      | 14850      | 4,00             | 1 140 (2012)                      | 285                |
| Merville-Franceville-Plage | 14409      | 14810      | 10,42            | 2 196 (2012)                      | 211                |
| Petiville                  | 14499      | 14390      | 2,89             | 519 (2012)                        | 180                |
| Ranville                   | 14530      | 14860      | 8,42             | 1 574 (2012)                      | 187                |
| Sallenelles                | 14665      | 14121      | 1,25             | 309 (2012)                        | 247                |
| Varaville                  | 14724      | 14390      | 16,49            | 937 (2012)                        | 57                 |

À la suite du redécoupage des cantons pour 2015, toutes les communes à l'exception de Colombelles et Escoville sont rattachées au nouveau canton de Cabourg auquel s'ajoutent vingt-trois communes du canton de Dozulé. La commune de Colombelles est intégrée au canton d'Hérouville-Saint-Clair et la commune d'Escoville à celui de Troarn.

### Anciennes communes
La commune du Buisson, absorbée en 1826 par Merville-Franceville-Plage, était la seule commune définitivement supprimée, depuis la création des communes sous la Révolution, incluse dans le territoire du canton de Cabourg antérieur à 2015.
Le canton comprend également une commune associée :
- Robehomme, associée à Bavent depuis le 1er janvier 1975.

### Composition à partir de 2015
Le canton de Cabourg comprend trente-quatre communes entières.
| Nom                             | Code Insee | Intercommunalité                 | Superficie (km2) | Population (dernière pop. légale) | Densité (hab./km2) | Modifier                                    |
| ------------------------------- | ---------- | -------------------------------- | ---------------- | --------------------------------- | ------------------ | ------------------------------------------- |
| Cabourg (bureau centralisateur) | 14117      | CC Normandie-Cabourg-Pays d'Auge | 5,52             | 3 654 (2022)                      | 662                | modifier les données · modifier les données |
| Amfreville                      | 14009      | CC Normandie-Cabourg-Pays d'Auge | 6,06             | 1 373 (2022)                      | 227                | modifier les données · modifier les données |
| Angerville                      | 14012      | CC Normandie-Cabourg-Pays d'Auge | 3,91             | 191 (2022)                        | 49                 | modifier les données · modifier les données |
| Annebault                       | 14016      | CC Terre d'Auge                  | 5,54             | 502 (2022)                        | 91                 | modifier les données · modifier les données |
| Auberville                      | 14024      | CC Normandie-Cabourg-Pays d'Auge | 2,62             | 603 (2022)                        | 230                | modifier les données · modifier les données |
| Basseneville                    | 14045      | CC Normandie-Cabourg-Pays d'Auge | 10,59            | 249 (2022)                        | 24                 | modifier les données · modifier les données |
| Bavent                          | 14046      | CC Normandie-Cabourg-Pays d'Auge | 18,45            | 1 912 (2022)                      | 104                | modifier les données · modifier les données |
| Bourgeauville                   | 14091      | CC Terre d'Auge                  | 6,15             | 101 (2022)                        | 16                 | modifier les données · modifier les données |
| Branville                       | 14093      | CC Terre d'Auge                  | 6,39             | 225 (2022)                        | 35                 | modifier les données · modifier les données |
| Bréville-les-Monts              | 14106      | CC Normandie-Cabourg-Pays d'Auge | 4,75             | 651 (2022)                        | 137                | modifier les données · modifier les données |
| Brucourt                        | 14110      | CC Normandie-Cabourg-Pays d'Auge | 6,60             | 128 (2022)                        | 19                 | modifier les données · modifier les données |
| Cresseveuille                   | 14198      | CC Normandie-Cabourg-Pays d'Auge | 5,48             | 255 (2022)                        | 47                 | modifier les données · modifier les données |
| Cricqueville-en-Auge            | 14203      | CC Normandie-Cabourg-Pays d'Auge | 6,79             | 184 (2022)                        | 27                 | modifier les données · modifier les données |
| Danestal                        | 14218      | CC Terre d'Auge                  | 6,38             | 379 (2022)                        | 59                 | modifier les données · modifier les données |
| Dives-sur-Mer                   | 14225      | CC Normandie-Cabourg-Pays d'Auge | 6,46             | 5 129 (2022)                      | 794                | modifier les données · modifier les données |
| Douville-en-Auge                | 14227      | CC Normandie-Cabourg-Pays d'Auge | 6,17             | 221 (2022)                        | 36                 | modifier les données · modifier les données |
| Dozulé                          | 14229      | CC Normandie-Cabourg-Pays d'Auge | 5,23             | 2 279 (2022)                      | 436                | modifier les données · modifier les données |
| Gonneville-en-Auge              | 14306      | CC Normandie-Cabourg-Pays d'Auge | 4,32             | 392 (2022)                        | 91                 | modifier les données · modifier les données |
| Gonneville-sur-Mer              | 14305      | CC Normandie-Cabourg-Pays d'Auge | 12,38            | 652 (2022)                        | 53                 | modifier les données · modifier les données |
| Goustranville                   | 14308      | CC Normandie-Cabourg-Pays d'Auge | 10,35            | 327 (2022)                        | 32                 | modifier les données · modifier les données |
| Grangues                        | 14316      | CC Normandie-Cabourg-Pays d'Auge | 6,61             | 289 (2022)                        | 44                 | modifier les données · modifier les données |
| Hérouvillette                   | 14328      | CC Normandie-Cabourg-Pays d'Auge | 4,00             | 1 353 (2022)                      | 338                | modifier les données · modifier les données |
| Heuland                         | 14329      | CC Normandie-Cabourg-Pays d'Auge | 3,02             | 137 (2022)                        | 45                 | modifier les données · modifier les données |
| Houlgate                        | 14338      | CC Normandie-Cabourg-Pays d'Auge | 4,69             | 1 657 (2022)                      | 353                | modifier les données · modifier les données |
| Merville-Franceville-Plage      | 14409      | CC Normandie-Cabourg-Pays d'Auge | 10,42            | 2 222 (2022)                      | 213                | modifier les données · modifier les données |
| Périers-en-Auge                 | 14494      | CC Normandie-Cabourg-Pays d'Auge | 5,09             | 121 (2022)                        | 24                 | modifier les données · modifier les données |
| Petiville                       | 14499      | CC Normandie-Cabourg-Pays d'Auge | 2,89             | 559 (2022)                        | 193                | modifier les données · modifier les données |
| Putot-en-Auge                   | 14524      | CC Normandie-Cabourg-Pays d'Auge | 6,58             | 311 (2022)                        | 47                 | modifier les données · modifier les données |
| Ranville                        | 14530      | CC Normandie-Cabourg-Pays d'Auge | 8,42             | 2 055 (2022)                      | 244                | modifier les données · modifier les données |
| Saint-Jouin                     | 14598      | CC Normandie-Cabourg-Pays d'Auge | 5,03             | 280 (2022)                        | 56                 | modifier les données · modifier les données |
| Saint-Léger-Dubosq              | 14606      | CC Normandie-Cabourg-Pays d'Auge | 4,06             | 239 (2022)                        | 59                 | modifier les données · modifier les données |
| Saint-Vaast-en-Auge             | 14660      | CC Normandie-Cabourg-Pays d'Auge | 2,98             | 115 (2022)                        | 39                 | modifier les données · modifier les données |
| Sallenelles                     | 14665      | CC Normandie-Cabourg-Pays d'Auge | 1,25             | 290 (2022)                        | 232                | modifier les données · modifier les données |
| Varaville                       | 14724      | CC Normandie-Cabourg-Pays d'Auge | 16,49            | 1 028 (2022)                      | 62                 | modifier les données · modifier les données |
| Canton de Cabourg               | 1404       |                                  | 221,67           | 30 063 (2022)                     | 136                | modifier les données                        |

## Démographie

### Démographie avant 2015
| 1982   | 1990   | 1999   | 2006   | 2011   | 2012   |
| ------ | ------ | ------ | ------ | ------ | ------ |
| 16 552 | 18 663 | 20 159 | 20 655 | 20 612 | 20 994 |

### Démographie depuis 2015
En 2022, le canton comptait 30 063 habitants, en évolution de +1,13 % par rapport à 2016 (Calvados : +1,58 %, France hors Mayotte : +2,11 %).
| 2013   | 2018   | 2022   |
| ------ | ------ | ------ |
| 29 395 | 29 706 | 30 063 |